# Nordische Skiweltmeisterschaften 1930
Die 7. Nordischen Skiweltmeisterschaften wurden vom 22. Februar bis 3. März 1930 in Oslo in Norwegen ausgetragen.

## Geschichte
Die Vergabe der FIS-Rennen von 1930 an Oslo erfolgte bereits auf dem 10. Kongress der FIS, der vom 14. bis 16. Februar 1928 anlässlich der II. Olympischen Winterspiele in St. Moritz abgehalten wurde. Im Einklang mit dieser Entscheidung wurde auch festgelegt, den XI. Kongress des internationalen Skiverbandes vom 24. bis 26. Februar 1930 in Oslo und Finse abzuhalten.
Die Wettbewerbe der FIS wurden während der Internationalen Wintersportwoche von Oslo ausgetragen und waren somit teilweise deckungsgleich den alljährlichen Holmenkollenrennen. Während die Militärläufe, der 17-km-Skilanglauf und der Spezial-Sprunglauf reine FIS-Wettbewerbe darstellten, wurden der 50-km-Dauerlauf und die Wettbewerbe der Nordischen Kombination im Rahmen der Holmenkollrennen ausgetragen.
Die Internationalen FIS-Rennen hatten damals noch nicht den Status von Weltmeisterschaften und wurden in den Medien und interessierten Sportkreisen vorwiegend als inoffizielle Europameisterschaften im Skilauf bezeichnet.
Der Norwegische Skiverband und die Stadt Oslo wurden zum ersten Mal mit der Ausrichtung eines großen FIS-Rennens betraut, in den Jahren 1966, 1982 und 2011 bekam die norwegische Hauptstadt weitere Nordische Skiweltmeisterschaften zugesprochen. Dazu fanden 1952 noch Weltmeisterschaftsentscheidungen im nordischen Skisport im Rahmen der Olympischen Winterspiele statt.
An den Wettbewerben nahmen insgesamt zwölf Skiverbände aus ebenso vielen Staaten, größtenteils aus West- und Mitteleuropa, Skandinavien und auch Asien teil. Der französische Skiverband nahm ausschließlich an den Militärwettläufen teil, womit an den heute offiziell zu den Weltmeisterschaften zählenden Wettbewerben elf Skiverbände teilnahmen.
Die Preisverteilung fand am Abend des Abschlusstages im Vaudeville-Theater in Oslo statt und wurde in englischer, deutscher und norwegischer Sprache abgehalten. Die erfolgreichsten Athleten erhielten Pokale, die nachfolgenden Sportler Erinnerungsdiplome.

## Wettbewerbe
Auf dem Programm standen wie schon bei den vorangegangenen FIS-Rennen von 1929 in Zakopane die traditionellen nordischen Skiwettbewerbe im Skilanglauf über die Kurzstrecke, diesmal über eine Länge von 17 km und im Dauerlauf über 50 km, der Spezial-Sprunglauf von der K-50-Schanze und die Nordische Kombination, die sich aus den Ergebnissen eines Kombinations-Skilanglaufs über 18 km und eines Kombinations-Sprunglaufs von der K-50-Schanze berechnete.
Auf dem FIS-Kongress anlässlich der Olympischen Winterspiele in St. Moritz wurde im Februar 1928 auf Antrag von Arnold Lunn auf internationale Anerkennung von Abfahrt und Slalom beschlossen, den nationalen Verbänden zu erlauben, „versuchsweise“ Rennen nach den sogenannten „British Rules“ durchzuführen. Im Gegensatz zu den Veranstaltern der vorjährigen FIS-Rennen in Polen machten die Norweger davon keinen Gebrauch, galten sie damals doch als Gegner jedweder alpiner Skiwettbewerbe.
Zum Programm der FIS-Rennen zählte auch der Militärpatrouillenlauf und der in drei Klassen gewertete Individual-Militärlanglauf. Diese Rennen wurden gleich den anderen Wettbewerben mit Preisen bedacht, werden heute jedoch nicht mehr als offizielle Weltmeisterschaftswettbewerbe gezählt.

## Programm
| Datum                        | Uhrzeit (MEZ) | Wettbewerb bzw. Veranstaltung   |
| ---------------------------- | ------------- | ------------------------------- |
| Samstag, 22. Februar 1930    |               | Offizielle Begrüßungsfeier      |
| Sonntag, 23. Februar 1930    | 10:00 Uhr     | Militärpatrouillenlauf          |
| Mittwoch, 26. Februar 1930   | vormittags    | Militär-Skilanglauf 30 km       |
| Donnerstag, 27. Februar 1930 |               | Skilanglauf 17 km               |
| Freitag, 28. Februar 1930    | 14:00 Uhr     | Spezialsprunglauf Normalschanze |
| Samstag, 1. März 1930        |               | Kombinationsskilanglauf 17 km   |
| Sonntag, 2. März 1930        |               | Kombinationssprunglauf          |
| Montag, 3. März 1930         |               | Dauerlauf 50 km                 |
| Montag, 3. März 1930         | abends        | Offizielle Siegerehrungen       |

## Legende
Kurze Übersicht zur Bedeutung der Symbolik – so üblicherweise auch in sonstigen Veröffentlichungen verwendet:
| DNF    | Wettkampf nicht beendet (did not finish)                                                       |
| DNS    | nicht am Start (did not start)                                                                 |
| *      | Sprung als gestürzt gewertet                                                                   |
| HDW    | Hauptverband Deutscher Wintersportvereine der Tschechoslowakischen Republik                    |
| SL RČS | Verband der Skifahrer der Tschechoslowakischen Republik (Svaz lyžařů Republiky československé) |

## Teilnehmer
Für die FIS-Rennen von 1930 in Oslo meldeten vierzehn nationale Skiverbände aus dreizehn Staaten. Erstmals stellte mit Japan ein außereuropäischer Skiverband einen Teilnehmer an reinen Skiweltmeisterschaften. Bei nordischen Skiwettbewerben im Rahmen der Olympischen Winterspiele nahmen bereits die USA 1924 in Chamonix teil. Die Vereinigten Staaten hatten erstmals bei Weltmeisterschaften mit einem Athleten genannt, dieser trat jedoch nicht an. Die Tschechoslowakei war wieder mit beiden Skiverbänden, dem SL RČS und dem HDW, dem Skiverband der Deutschböhmen in der Tschechoslowakei vertreten.
Nicht genannt hatten die Skiverbände aus Lettland, Rumänien und Großbritannien, die 1929 in Zakopane noch vertreten waren, sowie die Österreichische Ski-Delegation.
Für die FIS-Meisterschaften waren von den nationalen Verbänden in Summe 389 Teilnehmer (ohne die reinen Militärsportler) genannt worden, wobei das Veranstalterland Norwegen mit über 300 Athleten den 85 ausländischen Sportlern zahlenmäßig klar überlegen war. Ein nicht unbeträchtlicher Teil der Sportler, vor allem aus dem Veranstalterland, verzichtete jedoch an den Wettbewerbstagen auf ein Antreten.
| Europa (11 Nationen, 12 Verbände)                              | Europa (11 Nationen, 12 Verbände)           | Europa (11 Nationen, 12 Verbände)                                       |
| -------------------------------------------------------------- | ------------------------------------------- | ----------------------------------------------------------------------- |
| - Deutsches Reich - Finnland - Frankreich - Königreich Italien | - Jugoslawien - Norwegen - Polen - Schweden | - Schweiz - Tschechoslowakei (SL RČS) - Tschechoslowakei (HDW) - Ungarn |
| Amerika (1 Nation)                                             |                                             |                                                                         |
| - Vereinigte Staaten                                           |                                             |                                                                         |
| Asien (1 Nation)                                               |                                             |                                                                         |
| - Japan                                                        |                                             |                                                                         |

## XI. Kongress des Internationalen Skisportverbandes
Der XI. Internationale Skikongress der FIS tagte unter Vorsitz von Ivar Holmquist vom 24. bis 26. Februar in Oslo und Finse. Aus 16 Ländern waren dazu insgesamt rund 30 Delegierte angereist; diese kamen aus Nordamerika (USA, Kanada), Europa (Deutschland, Finnland, Frankreich, Italien, Jugoslawien, Norwegen, Österreich, Polen, Schweden, Schweiz, Tschechoslowakei, Ungarn, Großbritannien) und Asien (Japan). Die FIS selbst gibt dazu 26 Delegierte aus 15 Staaten an.
Der Deutsche Skiverband wurde auf dem Kongress durch seinen Vorsitzenden Ganzenmiller (München), Peter Frey (Frankfurt am Main) und Raether (Erfurt) vertreten, die Österreichische Ski-Delegation durch Theodor Rhomberg, der Schweizer Skiverband durch Karl Danegger, Vorstandsmitglied der FIS, Walter Amstutz, Mitbegründer des Schweizerischen Akademischen Ski-Clubs, Fritz Erb, Trainer der Schweizer Skiläufer sowie Oberst Luchsinger. Polen entsandte u. a. den Journalisten Stanisław Faecher und aus Großbritannien nahmen Arnold Lunn und Pelham Maitland teil. Insgesamt hatte der Kongress Beratungen zu 27 Tagesordnungspunkten zu führen.

### Einführung der alpinen Skiwettbewerbe

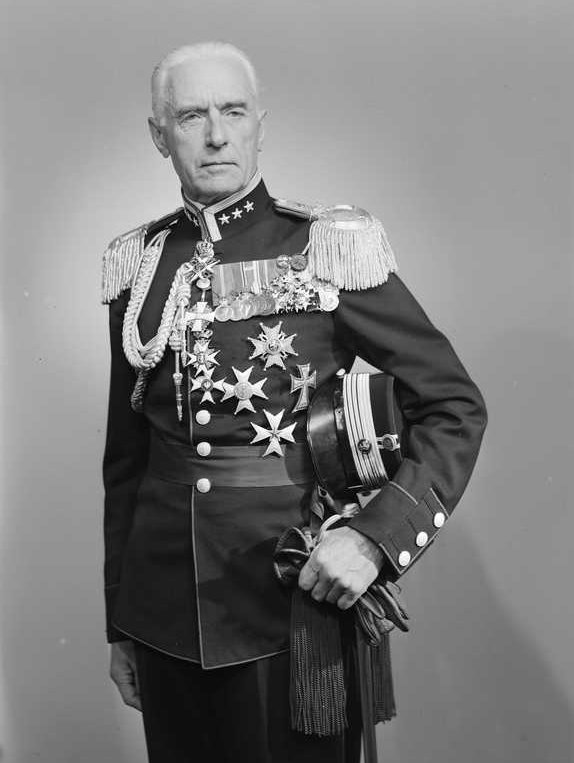
N. R. Østgaard. Präsident des Norwegischen Skiverbandes und Vizepräsident der FIS

Von besonderer Bedeutung war die Frage der Einführung von Abfahrts- und Slalomlauf in die Wettlaufordnung der FIS. Eine Studienkommission unter Vorsitz von Karl Danegger beriet darüber am 25. Februar abseits des Kongresses in Finse. Weitere Mitglieder der Kommission waren Walter Amstutz (Schweiz), Conte Aldo Bonacossa (Italien), Arnold Lunn (Großbritannien), Oberst Bobkowski (Polen) und Olaf Helset (Norwegen).
Anhand der zwei damals bestehenden Wettlaufordnungen des Ski-Club of Great Britain und des Schweizerischen Akademischen Skiclubs wurde ein Entwurf erarbeitet, der als Zusatz zur Wettkampfordnung der FIS gedacht war. In der Schlusssitzung des FIS-Kongresses empfahl Danninger als Präsident der Studienkommission dem Kongress die Reglementierung von Abfarts- und Slalomlauf und erklärte die Beweggründe der Kommission u. a. damit, „dass das Skifahren in den Alpen infolge der besonderen topografischen Verhältnisse eine ganz andere Entwicklung genommen habe als im Norden“, und betonte „dass es die Schuldigkeit der FIS sei, diese Verhältnisse in Mitteleuropa zu berücksichtigen.“
Nikolai Ramm Østgaard als Sprecher der bisher strikt gegen die Aufnahme von alpinen Wettbewerben aufgetretenen Skiverbände der drei skandinavischen Länder erklärte überraschend und ohne weitere Diskussion, die Resolution gut zu heißen, wenn es in der Wettlaufordnung heiße: "Außerdem können Abfahrts- und Slalomläufe durchgeführt werden". Mit der internationalen Reglementierung von Abfahrts- und Slalomlauf durch die FIS wurde auf dem Kongress in Oslo der Grundstein zur Entwicklung des alpinen Skirennlaufes gelegt, wie er sich in den nachfolgenden Jahrzehnten vollziehen sollte.
Nachdem die Delegierten des Deutschen Skiverbandes erklärten von der Ausschreibung der alpinen Wettbewerbe in Oberhof noch Abstand zu nehmen, schlug der Ski-Club of Great Britain in Person von Arnold Lunn vor, als Ersatz im Anschluss an die FIS-Wettkämpfe in Thüringen Slalom- und Abfahrtsläufe für Männer und Frauen in Mürren in der Schweiz durchführen zu wollen. Diese Eingabe wurde ohne Gegenstimme angenommen. Diese ersten als solche benannten Internationalen alpine FIS-Rennen von Mürren wurden später rückwirkend als erste Alpine Skiweltmeisterschaften anerkannt.

### Weitere Tagungspunkte
- Der Bewerbung des Deutschen Skiverbandes zur Austragung der internationalen FIS-Wettkämpfe von 1931 in Oberhof in Thüringen wurde entsprochen.
- Prinzipiell wurde durch die Delegierten der nationalen Skiverbände der Beschluss zur sportlichen Teilnahme an den Olympischen Winterspielen in Lake Placid in den USA gefasst.
- Lake Placid wurde auch als Ort des nächsten Skikongresses 1932 vorgemerkt. Eine endgültige Beschlussfassung wurde auf die Tagung in Oberhof verschoben, da die Abhaltung des Kongresses von massiven finanziellen Unterstützungen bezüglich der Unterkunfts- und Überfahrtskosten abhängig gemacht wurde und die Verhandlung darüber noch nicht abgeschlossen werden konnten. Der Delegierte des US-amerikanischen Skiverbandes, Fred Harris, stellte die Gründung eines diesbezüglichen Fonds in Aussicht. Für den Fall des Scheiterns der Subventionen wurde als Ersatzort die französische Hauptstadt Paris bestimmt.
- Als zweiter stellvertretender Vorsitzender der FIS wurde einstimmig der deutsche Peter Frey gewählt. Der einzige Gegenkandidat Pierre Minelle (Frankreich) erklärte nach längerem persönlichem Bemühen des tschechoslowakischen Delegierten Moser aus Rücksichtnahme darauf, dass die nächsten FIS-Rennen in Deutschland stattfinden, seinen Verzicht und stimmte hernach selbst für Frey.
- Der Deutsche Skiverband wurde mit der Ausarbeitung eines Wettlaufentwurfs für die Organisation von Staffelläufen beauftragt, der dem Kongress 1932 vorgelegt werden sollte.
- Der Antrag des tschechoslowakischen Skiverbandes auf Neuformulierung der Bewertungskriterien für die Nordische Kombination mit stärkerer Berücksichtigung des Skilanglaufes blieb unerledigt.
- Bezüglich der Regelung der Amateurfrage wurde beschlossen an der geltenden Reglementierung festzuhalten. Damit war es Athleten die mit dem Skilauf Geld verdienten (z. B. Skilehrer), im Gegensatz zu den Olympischen Winterspielen des IOC auch weiterhin erlaubt an internationalen FIS-Rennen teilzunehmen.
- Die Confédération internationale des étudiants wurde ermächtigt, jährlich internationale Universitäts-Skiwettkämpfe auszuschreiben und durchzuführen.

## Medaillenspiegel
| Platz | Land     |   |   |   |   |
| ----- | -------- | - | - | - | - |
| 1     | Norwegen | 3 | 4 | 2 | 9 |
| 2     | Schweden | 1 | 0 | 0 | 1 |
| 3     | Finnland | 0 | 0 | 2 | 2 |

| Platz | Sportler          | Nation   | Gold | Silber | Bronze | Gesamt |
| ----- | ----------------- | -------- | ---- | ------ | ------ | ------ |
| 1     | Arne Rustadstuen  | Norwegen | 1    | 1      | 0      | 2      |
| 2     | Gunnar Andersen   | Norwegen | 1    | 0      | 0      | 1      |
| 2     | Sven Utterström   | Schweden | 1    | 0      | 0      | 1      |
| 2     | Hans Vinjarengen  | Norwegen | 1    | 0      | 0      | 1      |
| 5     | Reidar Andersen   | Norwegen | 0    | 1      | 0      | 1      |
| 5     | Trygve Brodahl    | Norwegen | 0    | 1      | 0      | 1      |
| 5     | Leif Skagnæs      | Norwegen | 0    | 1      | 0      | 1      |
| 8     | Tauno Lappalainen | Finnland | 0    | 0      | 1      | 1      |
| 8     | Knut Lunde        | Norwegen | 0    | 0      | 1      | 1      |
| 8     | Adiel Paananen    | Finnland | 0    | 0      | 1      | 1      |
| 8     | Sigmund Ruud      | Norwegen | 0    | 0      | 1      | 1      |

## Skilanglauf Männer
Detaillierte Ergebnisse

### Skilanglauf 17 km
| Platz | Sportler           | Land            | Zeit        |
| ----- | ------------------ | --------------- | ----------- |
| 1     | Arne Rustadstuen   | Norwegen        | 1:19:58,0 h |
| 2     | Trygve Brodahl     | Norwegen        | 1:20:24,0 h |
| 3     | Tauno Lappalainen  | Finnland        | 1:20:30,0 h |
| 4     | Kristian Hovde     | Norwegen        | 1:21:08,0 h |
| 5     | Veli Saarinen      | Finnland        | 1:21:30,0 h |
| 6     | Martti Lappalainen | Finnland        | 1:21:52,0 h |
| 7     | John Lindgren      | Schweden        | 1:22:01,0 h |
| 8     | Väinö Liikkanen    | Finnland        | 1:22:11,0 h |
| 9     | Sven Utterström    | Schweden        | 1:22:43,0 h |
| 10    | Olavi Remes        | Finnland        | 1:22:53,0 h |
| …     | …                  |                 |             |
| 35    | Walter Bussmann    | Schweiz         | 1:29:18,0 h |
| 42    | Gustav Müller      | Deutsches Reich | 1:29:51,0 h |
| 47    | Alfons Julen       | Schweiz         | 1:30:40,0 h |
| 49    | Wilhelm Bogner     | Deutsches Reich | 1:31:04,0 h |
| 55    | Otto Wahl          | Deutsches Reich | 1:32:01,0 h |
| 65    | Heinz Ermel        | Deutsches Reich | 1:34:24,0 h |
| 73    | Adolf Rubi         | Schweiz         | 1:38:52,0 h |
| 75    | Hans Zeier         | Schweiz         | ?           |
| 76    | Ernst Feuz         | Schweiz         | ?           |
| 79    | Robert Wampfler    | Schweiz         | ?           |
| DNF   | Ludwig Böck        | Deutsches Reich | -           |
| DNS   | Franz Kunz         | Schweiz         | -           |
| DNS   | Riccardo Jelmini   | Schweiz         | -           |
| DNS   | Carlo Gourlaouen   | Schweiz         | -           |

Datum: Donnerstag, 27. Februar 1930

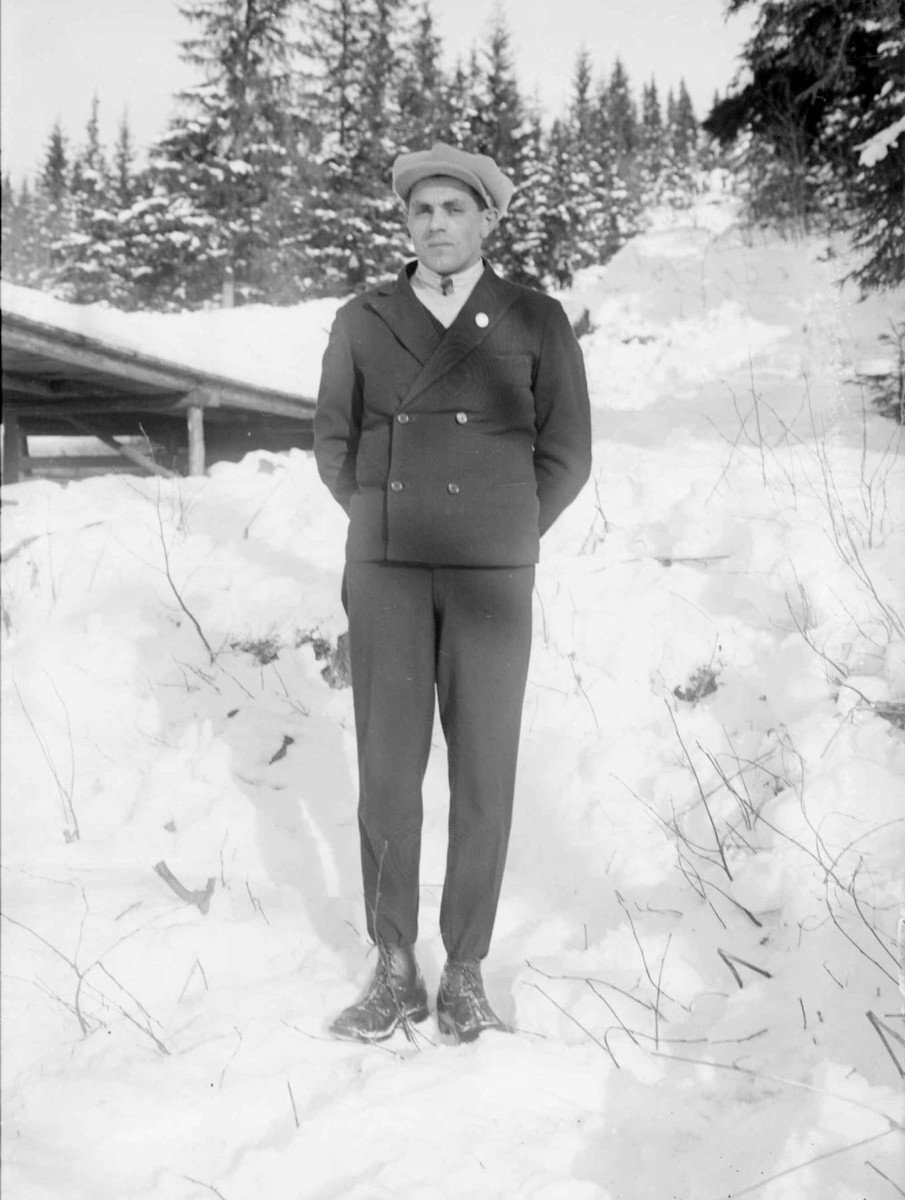
Der Sieger des 17-km-Laufes Arne Rustadstuen

Teilnehmer: 111 genannt; 85 gestartet; 82 gewertet
Strecke: Die als eher leicht beschriebene Strecke ging über 17 km durch schmale Waldwege mit vielen Kurven und hatte eine Gesamtsteigung von etwa 500 Meter. Sie bestach durch einige steile Anstiege, wies aber nur kurze und nicht allzu schwierige Abfahrten auf.
Wetter: Der Wettbewerb fand bei Nebel, der sich während des Rennens auflöste, und leichtem Schneefall bei einer Temperatur von etwa −4 °Celsius statt. Der Schnee war körnig und von guter Gleitfähigkeit.
Am Spezial-Skilanglauf über 17 km, der nach Beendigung der Militärwettläufe den eigentlichen Beginn der internationalen FIS-Wettkämpfe markierte, nahmen 46 Norweger und 39 Ausländer, davon 23 Mitteleuropäer aus Deutschland, Schweiz, Polen, Jugoslawien, Italien und der Tschechoslowakei teil. Das Startintervall betrug 30 Sekunden. Die hoch favorisierten Skandinavier, allen voran die Norweger, erfüllten mit Bravour die Erwartungshaltung der interessierten Sportwelt und machten den Sieg untereinander aus. Der bereits im Vorfeld hoch eingeschätzte Bauernbursche Arne Rustadstuen (Startnummer 9), siegte in der sehr guten Zeit von 1:19:58,0 mit knappem Vorsprung vor seinem Landsmann Trygve Brodahl (Startnummer 12) und dem Finnen Tauno Lappalainen (Startnummer 18).
Der aktuelle Schweizer Skimeister Walter Bussmann landete mit einem Rückstand von etwa zehn Minuten, was umgerechnet einer Länge von etwa zwei Kilometern entsprach, erst auf dem 35. Platz. Als bester Vertreter Mitteleuropas fand sein Name in allen Rennberichten lobenswerte Erwähnung und sein Bild wurde in vielen norwegischen Tageszeitungen und Sportzeitschriften abgedruckt. Ihm folgte knapp dahinter Gustl Müller als bestplatzierter deutscher Sportler. Auf Rang 47 und damit an dritter Stelle der mitteleuropäischen Läufer kam der Schweizer Alfons Julen ein. Der Zermatter ging die ersten Kilometer sehr forsch an, musste nach ersten Anzeichen von Beinkrämpfen aber Tempo rausnehmen. Kurz nach dem Schweizer folgte der junge seit einem Jahr in Norwegen ansässige Bayer Willi Bogner auf dem 49. Rang.
Der Schweizer F. Kunz entschloss sich aufgrund der Strapazen des vortägigen Militär-Einzellaufes kurzfristig, dem Start fernzubleiben. Auch seine Mannschaftskollegen Jelmini und Gourlaouen folgten seinem Beispiel. Hans Zeier, der ebenfalls am Vortag am Militärlauf teilgenommen hatte, ging in den Lauf, musste aber erfahren, dass er sich zu viel zugemutet hatte, und endete nur am 75. Rang. Der beste Pole war auf Rang 52 etwas überraschend Karol Gasienica Szostak, sein bekannter Landsmann Bronisław Czech landete auf Platz 63 und der beste Tschechoslowake Josef Německý auf Rang 56.
Der Nesselwanger Ludwig Böck lief gut, musste aber wenige Kilometer vor dem Ziel wegen Skibruchs genauso aufgeben, wie der Pole Kuraś und der Langlaufsieger über 18 km der diesjährigen Akademischen Weltwinterspiele von Davos, der Tschechoslowake Vladimír Novák.
Die bekannteren Athleten wurden von den Zuschauern begeistert begrüßt und angefeuert. Im Publikum fanden sich auch der norwegische Kronprinz Olav mit seiner Gemahlin Märtha die bis zum Einlauf des letzten Läufers – dies war der zum Schluss gestartete Italiener Giovanni Delago – verweilten. Die beiden letzten Ränge fielen an die Oberkrainer Brüder Janša aus Jugoslawien, die etwa 35 Minuten Rückstand auf den Sieger aufwiesen.

### Skilanglauf 50 km
| Platz | Sportler            | Land            | Zeit        |
| ----- | ------------------- | --------------- | ----------- |
| 1     | Sven Utterström     | Schweden        | 3:53:14,0 h |
| 2     | Arne Rustadstuen    | Norwegen        | 3:54:07,0 h |
| 3     | Adiel Paananen      | Finnland        | 3:57:46,0 h |
| 4     | Martti Lappalainen  | Finnland        | 3:59:50,0 h |
| 5     | Martin Peder Vangli | Norwegen        | 4:00:48,0 h |
| 6     | Veli Saarinen       | Finnland        | 4:05:24,0 h |
| 7     | John Lindgren       | Schweden        | 4:05:32,0 h |
| 8     | Gjermund Muruåsen   | Norwegen        | 4:08:39,0 h |
| 9     | Väinö Liikkanen     | Finnland        | 4:09:17,0 h |
| 10    | Oscar Aas Haugen    | Norwegen        | 4:10:34,0 h |
| …     | …                   |                 |             |
| 48    | Otto Wahl           | Deutsches Reich | 4:41:16,0 h |
| 54    | Franz Kunz          | Schweiz         | 4:48:40,0 h |
| 65    | Robert Wampfler     | Schweiz         | 4:58:12,0 h |
| 54    | Hans Zeier          | Schweiz         | 5:05:34,0 h |

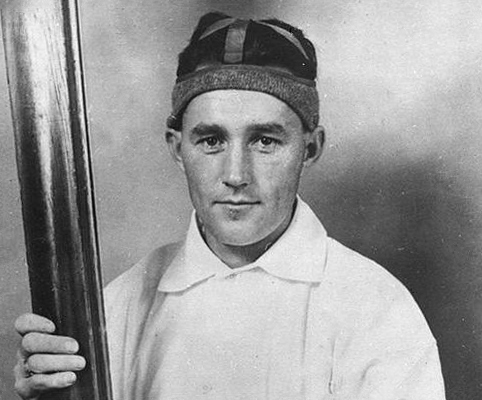
Der Sieger des Dauerlaufes Sven Utterström (hier im Jahr 1932)

Datum: Montag, 3. März 1930; Startzeit: 10:00 Uhr
Teilnehmer: 146 genannt; 110 gestartet; 87 gewertet
Strecke: Die Strecke führte nach dem Start beim Skimuseum im Allgemeinen der Trasse der Militärwettläufe folgend in nördlicher Richtung durch dichtes Waldgebiet und endete wieder beim Ausgangspunkt. Sie wurde als sehr schwer und kräfteraubend eingestuft und war gekennzeichnet von zahlreichen steilen Anstiegen und Abfahrten, die vielen Läufern große Schwierigkeiten bereiteten. Der tiefste Punkt des Laufes lag bei 300 Meter, der höchste bei etwa 600 Meter. Flachlaufstrecken gab es zumeist nur beim Überqueren der zahlreichen kleinen gefrorenen Seen.
Wetter: Die Temperaturen hielten sich nach zwei wärmeren Tagen am Wettbewerbstag einige Grad unter Null. Ein großer Teil der Strecke war durch Frost stark vereist und musste zudem bei dichtem Nebel durchlaufen werden.
Der Dauerlauf über 50 km beschloss die internationale Wintersportwoche von Oslo. Nach den schweren Langläufen der vorangegangenen Tage (Spezial- und Kombinationslanglauf) blieben mehrere angemeldete Läufer aus Erschöpfung dem Start fern, darunter der Schweizer Walter Bussmann und der Deutsche Gustl Müller.
Als große Favoriten galten die Skandinavier, von denen erwartet wurde, dass sie den Sieg untereinander ausmachen würden. Die Teilnehmer der übrigen europäischen Länder kämpften um den „Ehrentitel“ des besten Mitteleuropäers. Polen und Jugoslawien hatten dafür ihre besten Läufer aufgespart, favorisiert wurden aber die Tschechoslowaken, die über die Dauerlaufstrecke traditionell sehr gut waren und diesen Erfolg schon des Öfteren für sich hatten verbuchen können. Mit wenig Hoffnungen gingen die Schweizer und die Deutschen in den Wettbewerb.
Die Gastgeber aus Norwegen, die bei den letzten Jahren bei Großereignissen in der Königsdisziplin den Finnen und Schweden die Vorherrschaft überlassen mussten, hofften, den ersten Titel im 50-km-Wettlauf seit den Olympischen Winterspielen 1924 in Chamonix zu erringen. Die größten Erwartungen wurden dabei in den Sieger des 17-km-Langlaufs, Arne Rustadstuen gesetzt und der schien die Hoffnungen auch lange Zeit zu erfüllen. Vom Start weg lief er sich einen kleinen Vorsprung heraus, den er aber gegenüber seinen ersten Verfolgern nicht entscheidend ausbauen konnte. Beim ersten Kontrollpunkt nach 8,5 km lag er bei einer Durchgangszeit von 38 Minuten knapp vor dem Finnen Adiel Paananen. Der Schwede Utterström folgte eine halbe, Kristian Hovde eine ganze Minute dahinter.
Bei Kilometer 30 kam Rustadstuen mit einer Laufzeit von 2:01:55,0 h durch, Utterström benötigte 2:03:15,0 h und lag damit knapp über eine Minute hinter dem Norweger. Martti Lappalainen und Paananen schrieben bei 2:03:45,0 h an, Veli Saarinen hatte eine Durchgangszeit von 2:04:30,0 h. Dahinter folgten die Norweger Vangli und Hovde. Die nächsten Läufer, darunter der Olympiasieger von 1928 Hedlund, dem die schwierige Strecke große Probleme bereite, sowie die norwegischen Hoffnungsträger Lundemo, Muruåsen sowie Brodahl hatten schon 7 bis 10 Minuten eingebüßt und kamen für den Sieg nicht mehr in Frage.
Bei Kilometer 35 hatte Utterström bereits zeitlich zu Rustadstuen aufgeschlossen, dicht dahinter folgte Martin Peder Vangli. Lappalainen und Panaanen hatten etwa zwei Minuten verloren. Entlang der gesamten Strecke wurde der Schwede, der mit Startnummer 143 gegenüber seinem Konkurrenten (Startnummer 72) im Vorteil war, nun von seinen Landsleuten über die Laufzeiten von Rustadstuen informiert und er konnte sich seinen Lauf dementsprechend einteilen. Vier Kilometer vor dem Ziel hatte der deutlich frischer wirkende Utterström einen Vorsprung von 35 Sekunden herausgelaufen, den er bedingt durch einen Sturz von Rustadstuen auf der letzten Abfahrt, noch ausbauen konnte. Utterström feierte damit in der guten Zeit von 3:53:14,0 den zweiten Sieg im 50-km-Lauf beim Holmenkollrennen und seinen ersten großen Sieg bei den damals noch nicht offiziell anerkannten Weltmeisterschaften. Nach Rustadstuen auf Rang zwei komplettierte mit mehr als drei Minuten Rückstand der Finne Panaanen das Podest. Der Olympiasieger von 1928, Hedlund kam nur auf Rang 11.
Als bester Mitteleuropäer kam mit einem Rückstand von vierzig Minuten der Tschechoslowake Josef Německý auf dem 43. Rang ein, dicht gefolgt von seinem Landsmann Jaroslav Feistauer. Otto Wahl aus dem thüringischen Zella-Mehlis belegte den 48. Platz, der beste Schweizer, Kunz, wurde 54. Zeier lag gut im Rennen, bevor ein Skibruch bei km 20 ihn weit zurückwarf, da er lange Zeit keinen Ersatzski bekam. 23 Athleten mussten den Wettbewerb vorzeitig beenden, darunter der Finne Tauno Lappalainen der bei einer Abfahrt stürzte und sich einen Ski brach sowie der Tschechoslowake František Fišera, ebenso wegen Skibruchs.

## Skispringen Männer
Detaillierte Ergebnisse

### Einzel Großschanze
| Platz | Sportler           | Land            | Weite 1  | Weite 2  | Note   |
| ----- | ------------------ | --------------- | -------- | -------- | ------ |
| 1     | Gunnar Andersen    | Norwegen        | 48,5 m   | 48,0 m   | 224,40 |
| 2     | Reidar Andersen    | Norwegen        | 47,5 m   | 50,0 m   | 223,80 |
| 3     | Sigmund Ruud       | Norwegen        | 45,5 m   | 49,0 m   | 218,50 |
| 4     | Erling Nøkleby     | Norwegen        | 46,0 m   | 48,5 m   | 217,90 |
| 5     | Olav Ulland        | Norwegen        | 47,5 m   | 48,5 m   | 217,80 |
| 5     | Erik Rylander      | Schweden        | 48,0 m   | 48,0 m   | 217,80 |
| 7     | Alf Steen Andersen | Norwegen        | 48,0 m   | 47,5 m   | 217,70 |
| 8     | Reidar Karlsen     | Norwegen        | 47,0 m   | 49,0 m   | 217,50 |
| 9     | Jon Snersrud       | Norwegen        | 47,5 m   | 48,0 m   | 216,70 |
| 10    | Jacob Tullin Thams | Norwegen        | 47,0 m   | 47,5 m   | 216,50 |
| …     | …                  |                 |          |          |        |
| 22    | Fritz Kaufmann     | Schweiz         | 47,0 m   | 48,0 m   | 211,6  |
| ?     | Alois Kratzer      | Deutsches Reich | 43,0 m   | 44,5 m   | 201,8  |
| 64    | Ernst Feuz         | Schweiz         | 43,0 m   | 44,5 m   | 201,0  |
| 70    | Adolf Rubi         | Schweiz         | 40,5 m   | 45,0 m   | 199,4  |
| ?     | Erich Recknagel    | Deutsches Reich | 43,5 m   | 47,0 m * | 138,6  |
| ?     | Ludwig Böck        | Deutsches Reich | 40,5 m   | 42,0 m * | 137,3  |
| ?     | Walter Glaß        | Deutsches Reich | 42,0 m * | 48,0 m   | 136,9  |
| ?     | Gustav Müller      | Deutsches Reich | ? *      | 43,5 m   | 123,6  |
| DNF   | Bruno Trojani      | Schweiz         | ? *      | ? *      | -      |
| DNF   | Wilhelm Bogner     | Deutsches Reich | ? *      | ? *      | -      |
| DNF   | Heinz Ermel        | Deutsches Reich | ? *      | ? *      | -      |

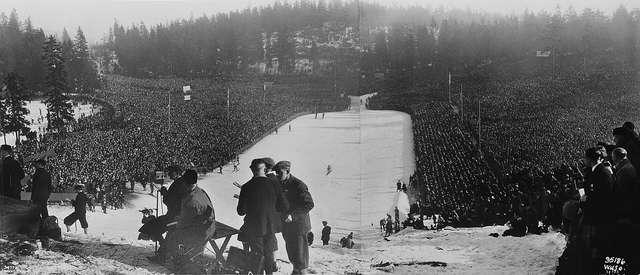
Der Holmenkollbakken bei den Nordischen Skiweltmeisterschaften 1930

Datum: Freitag, 28. Februar 1930; Startzeit 14:00 Uhr
Sprunganlage: Holmenkollbakken (K-50)
Teilnehmer: 151 genannt, 143 gestartet, davon 113 Norweger
Zuschauer: 30.000 bis 40.000
Der Spezialsprunglauf startete um 14 Uhr. In weniger als zwei Stunden waren alle rund 150 Skispringer zweimal über die Schanze gegangen. Im ersten Durchgang beeinträchtige dichter Nebel, der von der norwegischen Hauptstadt bis über den Holmenkollbakken reichte und den Sportlern in der Anfahrt jegliche Sicht nahm, so sehr, dass rund fünfzig Athleten ihren Sprung nicht zu stehen vermochten. Aufgrund der schlechten Sicht wurde der Anlauf verkürzt, sodass es zu relativ geringen Weiten kam. Wenn der Nebel sich kurz lichtete sprangen die Teilnehmer gleich zwei bis drei Meter weiter. Der spektakulärste Sturz widerfuhr dem tschechoslowakischen Studenten Johan Tryzna, der mit dem Kopf auf die hart präparierte Aufsprungbahn aufschlug. Ordner und Soldaten kümmerten sich sofort um ihn, er kam aber unter dem Applaus der Zuschauer von selbst auf die Beine und blieb unverletzt.
Jeder gute Sprung wurde von den Zuschauern gleichermaßen bejubelt, egal ob es sich um einen norwegischen oder ausländischen Springer handelte. Unter dem zahlreichen Publikum befand sich auch der norwegische König Haakon VII. mitsamt seiner Familie, die kurz vor Wettbewerbsbeginn eintraf und nach eingehender Begrüßung durch die Zuschauer vom Vorsitzenden des Norwegischen Skiverbandes Nikolai Ramm Østgaard, auf die reservierte Tribüne geführt wurde.
Beim Training am Midtstubakken zeigten ein paar Tage zuvor vor allem die Schweizer, allen voran Kaufmann mit einem Sprung von 54 Metern, der zugleich neuen Schanzenrekord bedeutete, auf. Der Wettbewerb selbst wurde von den Norwegern dominiert. Sie brachten rund 110 bis 120 Springer an den Start, die sich aus allen dreißig Skikreisen des Landes rekrutierten, und führten auch das Endergebnis überlegen an. Unter den besten fünfzig der Wertung fanden sich nur vier Ausländer, davon zwei Schweden, ein Schweizer und ein Pole.
Den Sieg holte sich mit Sprüngen über 48,0 und 48,5 Meter in sehr schöner Haltung und ganz sicheren Landungen Gunnar Andersen. Er feierte damit den einzigen großen Erfolg in seiner Karriere. Auf den zweiten Platz kam sein Landsmann Reidar Andersen, einer der jüngsten Teilnehmer. Er zeigte im ersten Durchgang einen Sprung auf 47,5 Meter und stellte im zweiten Durchlauf mit 50,0 Metern bei etwas unsicherer Landung die Tageshöchstweite, die vom Publikum mit minutenlangen Beifallskundgebungen bedacht wurde. Dritter wurde Sigmund Ruud mit Sprüngen auf 45,5 und 49,0 Meter.
Der Olympiasieger von 1928, Alf Andersen kam mit Weiten von 48,0 und 47,5 Meter auf den etwas enttäuschenden siebten Platz. Den zehnten Rang belegte der Routinier Jacob Tullin Thams mit Sprüngen von 47,0 und 47,5 Meter, jeweils mit etwas unsicheren Landungen. Eine vielversprechende Leistung bot der Juniorenspringer Birger Ruud mit gestandenen Sprüngen über 46,5 und 47,0 Meter die ihm den 20. Rang einbrachten.
Bester Ausländer war der Schwede Rylander auf dem fünften Rang. Er sprengte mit zwei Sprüngen auf jeweils 48,0 Meter die norwegische Phalanx. Auf dem 18. Platz folgte sein nachnominierter Landsmann Hjert Holger Schön.
Die Mitteleuropäer spielten nur eine untergeordnete Rolle. Am besten klassierte sich der Schweizer Fritz Kaufmann, der aber aufgrund seiner gezeigten Trainingsleistungen allgemein doch weiter vorne erwartet worden war. Er errang mit Weiten von 47,0 und 48,0 Meter den 22. Platz. Beim zweiten Sprung, den er etwas unsicher stand, bekam er einen Punkteabzug, der ihn noch einige Plätze kostete. Als zweitbester mitteleuropäischer Springer reihte sich Bronisław Czech aus Polen mit 44,5 und 44,0 Meter auf dem 34. Platz ein.
Die deutschen Vertreter taten sich mit der Schanze schwer und brachten bedingt auch durch den Nebel in der Anfahrt kaum gestandene Sprünge zuwege. Den besten gestandenen Sprung der Deutschen zeigte Walter Glaß im zweiten Durchgang mit 48,0 Meter. Der deutsche Meister Erich Recknagel stand 43,5 Meter im ersten Durchgang, kam aber im zweiten Durchlauf bei einer guten Weite von 47,0 Metern zu Fall. Besser erging es den Schweizern Ernst Feuz und Adolf Rubi, die sich auf den Rängen 64 und 70 klassieren konnten. Eine schwere Enttäuschung erlebte Bruno Trojani, der ebenso wie der Finne Nuotio in beiden Durchgängen zu Sturz kam.

## Nordische Kombination Männer
Detaillierte Ergebnisse

### Einzel Großschanze/18 km
| Platz | Sportler                 | Land                   | Punkte |
| ----- | ------------------------ | ---------------------- | ------ |
| 1     | Hans Vinjarengen         | Norwegen               | 446,00 |
| 2     | Leif Skagnæs             | Norwegen               | 432,61 |
| 3     | Knut Lunde               | Norwegen               | 428,08 |
| 4     | Peder Belgum             | Norwegen               | 428,00 |
| 5     | Christian Holmen         | Norwegen               | 424,20 |
| 6     | Gjermund Muruåsen        | Norwegen               | 422,60 |
| 7     | Aksel Skarpjordet        | Norwegen               | 418,76 |
| 8     | Jon Snersrud             | Norwegen               | 417,60 |
| 9     | Thoralf Strømstad        | Norwegen               | 415,20 |
| 10    | Lorang Andersen          | Norwegen               | 412,01 |
| 11    | Storm Pedersen           | Norwegen               | 411,80 |
| 12    | Hans Ingelsrud           | Norwegen               | 411,16 |
| 13    | Helge Halvorsen          | Norwegen               | 410,60 |
| 14    | Kaare Busterud           | Norwegen               | 408,88 |
| 15    | Sven Eriksson            | Schweden               | 406,66 |
| 16    | Reidar Ødegaard          | Norwegen               | 405,50 |
| 17    | Ingvald Lavik            | Norwegen               | 405,30 |
| 18    | Kristian Lingsom         | Norwegen               | 405,10 |
| 19    | Toivo Nykänen            | Finnland               | 404,90 |
| 20    | Sigurd Hoff              | Norwegen               | 403,00 |
| 21    | Arthur Jacobsen          | Norwegen               | 402,95 |
| 22    | Karl Aarøen              | Norwegen               | 402,90 |
| 23    | Ernst Feuz               | Schweiz                | 402,73 |
| 24    | Ivar Brustad             | Norwegen               | 402,50 |
| 25    | Otakar Německý           | Tschechoslowakei       | 401,10 |
| 26    | Adolf Rubi               | Schweiz                | 400,23 |
| 26    | Helge Torvø              | Norwegen               | 400,23 |
| 28    | Bronislaw Czech          | Polen                  | 398,69 |
| 29    | Axel Östrand             | Schweden               | 397,67 |
| 30    | Wilhelm Möhwald          | Tschechoslowakei (HDW) | 396,60 |
| 31    | Harald Kværndal          | Norwegen               | 396,58 |
| 32    | Olav T Kaasa             | Schweiz                | 389,64 |
| 33    | Sigmund Ruud             | Norwegen               | 388,29 |
| 34    | Trygve Hauger            | Norwegen               | 388,12 |
| 35    | Hallstein Sundet         | Norwegen               | 387,83 |
| 36    | Ludwig Böck              | Deutsches Reich        | 385,16 |
| 37    | Rolf Jansen              | Norwegen               | 384,75 |
| 38    | Birger Bjerkeng          | Norwegen               | 382,40 |
| 39    | Walter Bussmann          | Schweiz                | 382,40 |
| 40    | John Skaarer             | Norwegen               | 379,94 |
| 41    | Karol Gąsienica-Szostak  | Polen                  | 379,28 |
| 42    | Ludvig Marthinsen        | Norwegen               | 378,24 |
| 43    | Thorolf Johansen         | Norwegen               | 376,84 |
| 44    | Ole Stenen               | Norwegen               | 375,10 |
| 45    | Karl Tomter              | Norwegen               | 367,69 |
| 46    | Ivar Skaslien            | Norwegen               | 367,51 |
| 47    | Arvid Vaaler             | Norwegen               | 362,30 |
| 48    | Gustav Gundersen         | Norwegen               | 360,39 |
| 49    | Sverre Kolterud          | Norwegen               | 359,74 |
| 50    | Arne Busterud            | Norwegen               | 357,20 |
| 51    | Walter Glaß              | Deutsches Reich        | 355,20 |
| 52    | Martin Peder Vangli      | Norwegen               | 353,69 |
| 53    | Armas Ilvonen            | Finnland               | 341,70 |
| 54    | Gunnar K. Hagen          | Norwegen               | 341,51 |
| 55    | Erich Recknagel          | Deutsches Reich        | 340,40 |
| 56    | Elis Uosikkinen          | Finnland               | 337,10 |
| 57    | Paavo Nuotio             | Finnland               | 335,26 |
| 58    | Otto Hultberg            | Schweden               | 335,10 |
| 59    | Wilhelm Bogner           | Deutsches Reich        | 333,90 |
| 60    | Lauri Valonen            | Finnland               | 331,84 |
| 61    | Nils Rønningen           | Norwegen               | 351,08 |
| 62    | Mauritz Lundby           | Norwegen               | 328,50 |
| 63    | Antoni Gąsienica Szostak | Polen                  | 328,10 |
| 64    | Heinz Ermel              | Deutsches Reich        | 324,50 |
| 65    | Bernt Bergehagen         | Norwegen               | 323,73 |
| 66    | Trygve Pedersen          | Norwegen               | 323,15 |
| 67    | Kasper Børresen          | Norwegen               | 316,50 |
| 68    | Rolf Hellum              | Norwegen               | 314,21 |
| 69    | Sverre Lislegaard        | Norwegen               | 314,11 |
| 70    | Ole Børresen             | Norwegen               | 306,94 |
| 71    | Nils Ebbesberg           | Norwegen               | 303,25 |
| 72    | Sveinung Espedalen       | Norwegen               | 299,52 |
| 73    | Joško Janša              | Jugoslawien            | 296,33 |
| 74    | Ole Anderdal             | Norwegen               | 277,05 |
| 75    | Peder Pettersen          | Norwegen               | 274,70 |
| 76    | Janko Janša              | Jugoslawien            | 258,90 |
|       | Gustav Müller            | Deutsches Reich        |        |
| DNF   | Alfons Julen             | Schweiz                |        |
| DNF   | Alois Kratzer            | Deutsches Reich        |        |

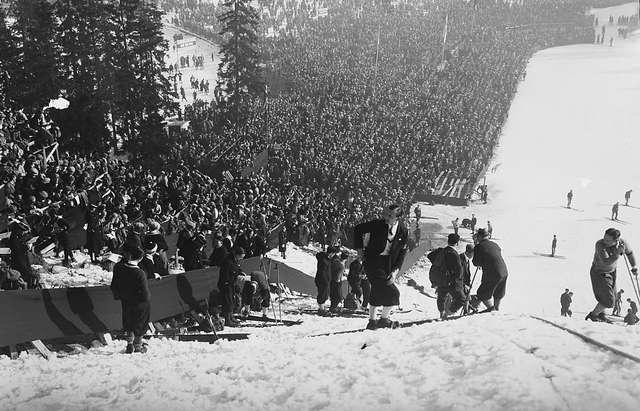
Skispringen am Holmenkollbakken 1930

Datum: Samstag, 1. und Sonntag, 2. März 1930
Teilnehmer: 103 genannt; 85 gestartet; 81 gewertet.
Strecke: Start und Ziel der 18 km langen Strecke war beim Skimuseum am Holmenkollen. Durch eine geänderte Loipenführung entfiel der ein oder andere schwere Anstieg, weshalb die Strecke als etwas leichter galt als jene des Spezial-Langlaufs über 17 km.
Schanze: Holmenkollbakken (K-50)
Wetter: Am Holmenkollen herrschte gutes Winterwetter mit hellem Sonnenschein. Die Temperaturen lagen bei 4 bis 5 °C. Der Schnee war entlang der Loipe sehr unterschiedlich, in den bewaldeten und schattigen Teilstücken noch kalt und schnell, pappte jedoch an den Stellen mit Sonneneinstrahlung, was die Wahl des optimalen Skiwachses sehr schwierig gestaltete. Die vorderen Startnummern waren begünstigt, da es gegen Mittag wärmer wurde und auch der Schnee auf den im Wald verlaufenden Teilstücken immer mehr seine Gleitfähigkeit verlor.
Der Sprunglauf am darauffolgenden Tag fand bei gutem Winterwetter und Sonnenschein statt. Die Temperatur betrug 5 °C. Der Schnee war teils vereist, an sonnenbeschienenen Stellen aber auch nass.
Die beiden Kombinationswettbewerbe zählten auch als Wettläufe der traditionellen Holmenkollrennen. Der Skilanglauf über 18 km fand am Tag vor dem Holmenkollspringen statt. Nachdem sich der norwegische Kronprinz Olav V. im Startbereich beim Skimuseum eingefunden hatte und von den Zuschauern begrüßt worden war, wurden die Sportler um 10:00 Uhr mit einem Startintervall von 15 Sekunden auf die Strecke entlassen.
Aufgeteilt auf vier Klassen gingen rund 220 Läufer in die Loipe, wobei nur die Athleten der A-Klasse um den Königspokal, dessen Wertung für die Kombination der FIS zählte, kämpften. Die übrigen Teilnehmer stritten um die Entscheidung in der Juniorenklasse, der Altersklasse und in der nationalen norwegischen Meisterschaft. Von den genannten 103 Teilnehmern der A-Klasse erschienen 85 am Start. Die drei Erstplatzierten des Spezial-Langlaufs, die Norweger Rustadstuen, Hovde und Brodahl hatten neben vielen anderen auf ein Antreten verzichtet, um sich für den 50-km-Dauerlauf am Abschlusstag zu schonen. Unter den teilnehmenden Läufern befanden sich auch sieben deutsche und vier Schweizer Sportler.
Der Kombinationslanglauf brachte erneut einen überlegenen Sieg der Norweger, die diesmal die ersten fünfzehn Plätze belegten. Sieger wurde Ole Stenen in der Zeit von 1:11:33,0 h mit einer halben Minute Vorsprung auf seinen Landsmann Martin Peder Vangli. Auf Rang drei folgte Knut Lunde, knapp dahinter der gute Skispringer Hans Vinjarengen, der mit seinem knappen Zeitabstand seiner Favoritenrolle auf den Gesamtsieg in Teil eins der Nordischen Kombination gerecht wurde.
Der erste Ausländer folgte mit dem Finnen Toivo Nykänen erst auf dem sechzehnten Platz. Die Vertreter der mitteleuropäischen Skiverbände schnitten etwas besser ab als in den vorhergegangenen Konkurrenzen. Der Beste war der Tschechoslowake Otakar Německý, der mit knapp vier Minuten Rückstand auf den Sieger auf dem neunzehnten Rang landete. Auf Platz zwanzig folgte der in Norwegen ansässige Traunsteiner Willi Bogner, knapp hinter ihm kam als 21. der Schweizer Meister Bussmann ins Ziel. Rubi wurde Dreißigster, der Deutschböhme Möhwald kam auf Rang 32 und der Nesselwanger Ludwig Böck belegte Platz 33, direkt vor seinem Landsmann Gustl Müller. Mit etwa sieben Minuten Rückstand kam Feuz auf Rang 45 ins Ziel, knapp dahinter der Schlesier Heinz Ermel. Enttäuschend verlief das Rennen für die Thüringer Glaß und Recknagel, die sich nur am Ende der Wertung platzieren konnten. Vier Läufer mussten das Rennen vorzeitig beenden, darunter Alois Kratzer, der durch eine starke Erkältung geschwächt war und Alfons Julen, der sich beim Wachs vergriffen hatte und daraus resultierend aus Erschöpfung ebenso vorzeitig aufgab.
Am darauffolgenden Sonntag folgte mit dem Holmenkoll-Sprunglauf, der für die FIS-Rennen als Kombinationssprunglauf gewertet wurde, das Hauptereignis der Wintersportwoche von Oslo. Bereits am Tag des Skilanglaufs wurde nach einem starken Vorverkauf mit einem neuen Zuschauerrekord gerechnet. Tatsächlich begaben sich am Wettbewerbstag bereits ab acht Uhr morgens rund 50.000 Besucher auf den etwa eineinhalb Stunden dauernden Fußweg von der Stadt auf den Holmenkollen. Weitere rund 20.000 Zuschauer wurden mit der Holmenkollbahn oder Personenkraftwagen zum Schanzengelände befördert. Die Konkurrenz begann nach dem Eintreffen der norwegischen Königsfamilie, die auf der Ehrentribüne Platz nahm, um Punkt 13 Uhr. Die hohe Anzahl von mehr als 400 Sprüngen, die durch die Beteiligung der Junioren- und Altersklasse, die jedoch nicht für die FIS-Rennen zählten, zustande kam, wurde in knapp unter drei Stunden abgewickelt. Beim ersten Springer jeder Nation wurde von der Musikkapelle die Hymne des betreffenden Staates intoniert, beim Sprung von Ernst Feuz z. B. die damals noch gültige Schweizer Nationalhymne Rufst du, mein Vaterland.
Den Wettbewerb dominierten erneut die Norweger. Sigmund Ruud erreichte 48 und 49 Meter und gewann damit den Damenpokal, der dem Sieger des Sprunglaufs zustand. Das Hauptinteresse galt aber dem Kampf um den Königspokal, an dem die Springer der A-Klasse teilnahmen. Hierbei erreichte Vinjarengen im ersten Durchgang 46,5 Meter und wahrte damit seine Anwartschaft auf den Pokal und den damit verbundenen Kombinationstitel. Seine größten Konkurrenten, die beiden Führenden nach dem Langlaufwettbewerb Ole Stenen und Martin Peder Vangli stürzten und vergaben damit bereits vorzeitig ihre Chancen. Der drittplatzierte Knut Lunde kam nur auf 39,5 m und fiel etwas zurück. Vinjarengen hielt sich auch im zweiten Durchgang mit 42 Meter gut und krönte sich mit 446,0 Gesamtpunkten zum Weltmeister in der Nordischen Kombination vor seinen Landsleuten Skagnæs und Knut Lunde.
Die Mitteleuropäer blieben in der Entscheidung um den Kombinationstitel trotz teilweise guter Einzelleistungen außen vor. Walter Glaß belegte mit Sprüngen über 48 und 45 Meter in bestechender Haltung den hervorragenden vierten Rang im Kombinationsspringen. Loisl Kratzer erreichte mit 44,5 und 42 Metern den zehnten Platz im Sprunglauf. Weniger gut erging es den übrigen deutschen Teilnehmern, darunter Recknagel, der bei seinem Sprung auf 45,5 m im ersten Durchgang stürzte, und Müller, der trotz geringer Weiten keinen einzigen gestandenen Sprung zustande brachte. Ernst Feuz erreichte für die Schweiz im Springen mit 42 und 45,5 Meter den elften Rang und belegte im Gesamtklassement den 23. Platz. Mit dieser Leistung krönte sich der Mürrener zum besten Mitteleuropäer in der Nordischen Kombination. Sein Landsmann Rubi platzierte sich knapp hinter ihm auf dem 26. Gesamtrang. Bei den Tschechoslowaken verzichteten Trýzna und Novák auf den Start. Bartoň kam in beiden Durchgängen zu Fall. Otakar Německý kam ebenso wie Willi Möhwald nicht über die 40-Meter-Marke. In der Gesamtwertung platzierten sich die beiden auf den Rängen 25 bzw. 30. Von den Polen war erwartungsgemäß Bronisław Czech der Beste. Er belegte im Endresultat Rang 28. Für eher humoristische Einlagen sorgten im Kombinationsspringen die beiden jugoslawischen Brüder Josko und Janko Janša mit ihren Sprüngen von 23 bis 26 Metern.
Das Springen der Junioren wurde außerhalb der FIS-Rennen durchgeführt, brachte aber bemerkenswerte Leistungen der 17- bis 19-jährigen Nachwuchsspringer, die teilweise auch schon Spitzenplätze im Spezialsprunglauf bei diesen FIS-Rennen belegt hatten. Birger Ruud kam in beiden Durchgängen auf 50 Meter und gewann die Kombinationswertung mit 226,4 Punkten vor seinen Landsleuten Reidar Andersen (220,8 Punkte) und Olav Ulland (219,8 Punkte). Ruud egalisierte mit seinen Sprüngen den bestehenden Schanzenrekord, bevor Ulland im zweiten Durchgang mit 50,5 m eine neue Bestmarke aufstellte, die aber wiederum nur kurze Zeit später vom 18-jährigen Knut Kobberstad mit 51 m übertroffen wurde. Der letzte Springer am Ablauf Reidar Andersen kam schließlich auf 52 Meter und wurde nach seinem Rekordsprung, der erst 1938 übertroffen werden sollte, minutenlang von den begeisterten Zuschauern gefeiert.

## Militär-Wettbewerbe

### Militärpatrouille
| Platz | Sportler                                                                                         | Land             | Start-Nr. | Zeit        | Schießpunkte |
| ----- | ------------------------------------------------------------------------------------------------ | ---------------- | --------- | ----------- | ------------ |
| 1     | Knut Lunde, Løytnant Leif Skagnæs, Sersjant Martin Peder Vangli, Soldat Oscar Aas Haugen, Soldat | Norwegen         | 6         | 2:19:14,8 h | 115          |
| 2     | Hällström, Löjtnant Wikström, Westman Sundström                                                  | Schweden         | 7         | 2:27:42,5 h | 48           |
| 3     | Otakar Německý, npor Josef Tryzna, četař Antonín Bartoň, svobodník Wilhelm Möhwald, vojín        | Tschechoslowakei | 1         | 2:31:03,2 h | 94           |
| 4     | Franz Kunz, OLtn Hans Zeier, Fw Carlo Gourlaouen, Gefr Riccardo Jelmini, Gefr.                   | Schweiz          | 5         | 2:38:23,6 h | 38           |
| 5     | Franz Raithel, OLtn N. Dauner, Unteroffizier Georg Stephan, Gefr Josef Rehm, Gefr.               | Deutschland      | 8         | 2:40:09,0 h | 58           |
| 6     | Eino Kuvaja, Luutnantti Aarne Hoffren, Aarne Valkama, Olavi Remes,                               | Finnland         | 2         | 2:43:08,0 h | 67           |
| 7     | Maurice Mandrillon, Evariste Prat, Achard, Paget Blanc                                           | Frankreich       | 4         | 2:47:11,0 h | 62           |
| 8     | Artur Kasprzyk, Por Kozik, kpr Jozef Kuraś, szer. Izydor Gąsienica-Łuszczek, szer.               | Polen            | 3         | 2:48:21,0 h | 73           |

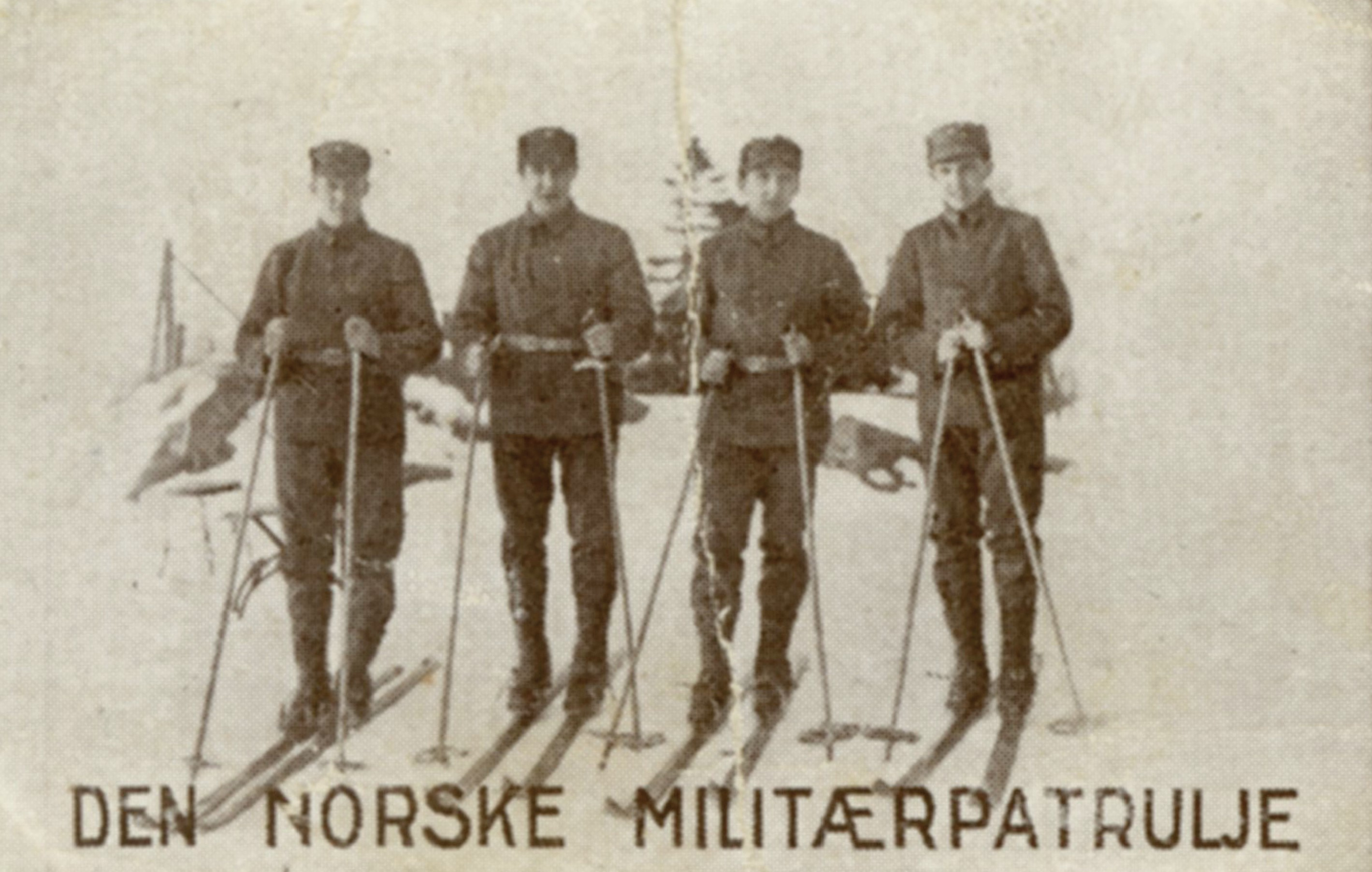
Die norwegische Patrouille

Datum: Sonntag, 23. Februar 1930; Startzeit: 10:00 Uhr
Strecke: Die Strecke mit einer Länge von 28 km hatte einen Gesamtaufstieg von etwa 600 Meter und führte im stetigen Wechsel von kurzen, aber steilen Anstiegen und Abfahrten durch Gräben, Wälder und Gehölz. Start- und Zielpunkt war unterhalb der Holmenkollschanze.
Schießstand: Dieser war etwa bei Kilometer 14 aufgebaut. Hier hatten alle Teilnehmer, ausgenommen die Militärpatrouillenführer, je 10 Schuss auf Feldscheiben abzugeben.
Zuschauer: Im Start- und Zielbereich sowie entlang der Laufstrecke hatten sich etwa 20.000 bis 25.000 Zuschauer eingefunden, darunter die gesamte königliche Familie, die selbst auf Skiern stehend im Gelände den Rennverlauf verfolgte.
Der Militärpatrouillenlauf war der erste Wettbewerb der Internationalen Skiwoche von Oslo. Es hatten Patrouillen aus acht Nationen gemeldet, die auch alle am Start erschienen. Die Teilnehmer hatten in vollkommen vorschriftsmäßiger Adjustierung, die aus ihrer üblichen Felduniform bestand, mit 10 kg Gepäck, inklusive Gewehr und Munition den Lauf zu absolvieren. Bereits am Vortag wurde durch norwegische Offizielle bei allen Mannschaften Ausrüstung und Uniformen auf ihre Regelkonformität überprüft. Da schon damals versucht wurde, die Monturen so leicht wie möglich zu machen, fanden die überprüfenden norwegischen Offiziere jede Menge Gründe zur Beanstandung. Kritisiert wurden besonders die sehr leichten blauen Uniformen der französischen Alpenjäger sowie die aus Gabardine gearbeiteten Uniformröcke der deutschen Vertreter. Da aber auch alle anderen Patrouillen die Ausschreibungen zu den Uniformen in sehr großzügiger Weise ausgelegt hatten, wurde auf offizielle Einwände verzichtet.
Der Start des Patrouillenlaufes erfolgte bei Sonnenschein und wolkenlosem Himmel um 10:00 Uhr. Als erste Mannschaft wurde die Patrouille der Tschechoslowakei abgelassen, in Zeitabständen von 3 Minuten folgten die übrigen Mannschaften bis schließlich um 10:21 die deutsche Patrouille als letzte ins Rennen ging.
Als großer Favorit galt die norwegische Mannschaft unter anderem mit Knut Lunde und Leif Skagnæs, die mit Startnummer sechs ins Rennen ging. Die Norweger überholten während des Rennens vier der vor ihnen gestarteten Mannschaften und kamen direkt hinter den Tschechoslowaken, die den Lauf mit der Startnummer 1 eröffnet hatten, mit einem überlegenen Vorsprung von 8 Minuten auf Schweden ins Ziel. Der Sieg löste unter den Zuschauern eine ungeheure Begeisterung aus. Die siegreiche Mannschaft wurde im Anschluss von der königlichen Familie beglückwünscht.
Den dritten Platz belegten überraschend die Tschechoslowaken unter ihrem Patrouillenführer Oberleutnant Otakar Německý, deren Ziel es ursprünglich nur war, halbwegs mit den übrigen Mitteleuropäern mitzuhalten. Der Erfolg der tschechoslowakischen Militärsportler löste sowohl unter den anwesenden Athleten und Funktionären als auch in der Heimat große Freude aus. Auf den vierten Rang kam die Schweiz unter Patrouillenführer Oberleutnant Kunz, die nach einem mühevollen Start – Jelmini schwächelte und Zeier trug nach einer Kollision mit einem Baum eine kleine Verletzung davon, sodass Kunz für einige Zeit deren Gepäck übernehmen musste – noch ein gutes Finish hinlegte und sich vom sechsten Rang auf den vierten Platz verbessern konnte. Die fünftplatzierten Deutschen unter der Leitung von Oberleutnant Raithel liefen lange Zeit sehr gut im Vorderfeld mit, hatten bereits die Schweden überholt und Anschluss an Norwegen gefunden, hinter denen sie bis zum letzten Anstieg an zweiter Stelle lagen. Nach einem Schwächeanfall eines Läufers mussten sie aber eine Ruhepause einlegen, verloren etwa 15 Minuten und fielen auf den fünften Rang zurück. Ähnlich erging es den Finnen, von denen ein Sportler nach etwa 18 km fast laufunfähig war und von seinen Kameraden über die restlichen 10 km geführt werden musste. Hinter den Finnen liefen die Patrouillen von Frankreich und Polen ein.